# Carolina Pecharromán
Carolina Pecharromán de la Cruz (Madrid, 10 de junio de 1969) es una periodista española que ha desarrollado gran parte de su carrera en RTVE y se ha dedicado a temas relacionados con la igualdad. Forma parte del Grupo de Expertos sobre Medios Audiovisuales (BREG) de la Federación Europea de Periodistas (FEP), en representación de la Agrupación de Periodistas de la Federación de Servicios a la Ciudadanía del sindicato Comisiones Obreras (FSC-CCOO).

## Trayectoria
Obtuvo la Licenciatura en Ciencias de la información en la rama de Periodismo en la Facultad de Ciencias de la Información de la Universidad Complutense de Madrid (UCM) en 1992, y la Licenciatura en Filosofía y Letras, rama de Geografía e Historia, especializándose en Historia Moderna y Contemporánea por la Facultad de Filosofía y Letras de la Universidad Autónoma de Madrid (UAM) en 1998. Es doctora en Historia Contemporánea por esa misma universidad con una tesis titulada Mujeres periodistas. Profesionalización y activismo en España, Francia y Reino Unido (1850-1931)  sobre la profesionalización y el activismo de las mujeres periodistas.
Comenzó trabajando en el gabinete de prensa del Instituto Nacional del Consumo y como redactora revista Consumo entre 1991 y 1992. En 1993, ingresó por oposición como redactora en Radiotelevisión Española (RTVE), donde trabajó entre 1993 y 1996 como guionista y coordinadora de Lingo, al tiempo que colaboraba entre 1992 y 1997 en publicaciones periódicas como las revistas CNR, Tu salud o Mía, el periódico de la Cámara de Comercio de Madrid, El Detallista o Ranking. Entre 1997 y 2000, ejerció como especialista en investigación documental y guionista en documentales de divulgación histórica y científica de TVE, como las series documentales Cánovas y Los nombres del 98 entre 1997 y 1998 y Lo que el siglo nos dejó, Historia del siglo XX en España o El árbol de la ciencia entre 1999 y 2000.
En 2000 se trasladó a Mérida, para trabajar en el Centro Territorial de RTVE en Extremadura, como redactora (2000-2002 / 2003-2004) y como jefa de informativos, entre los años 2002 y 2003. Su madre es extremeña y se siente vinculada a esta tierra. Entre 2004 y 2005, fue redactora del área de Sociedad de los Servicios Informativos de TVE y entre 2005 y 2010 del área de Internacional, donde llegó a ser jefa adjunta del área entre 2010 y 2014. Entre 2014 y 2018 trabajó en el Canal 24 horas y en el programa Agrosfera de La 2. 
En 2014 publicó su libro Ocho caballos, cuarenta hombres, una novela en la que cuenta la historia que se vivió en España durante la guerra civil a través de la familia Santibañez y en concreto de Aurelio, personaje que se inspira en la figura de su tío abuelo Ovidio, militar de la Segunda República en el año 1936 y que permaneció fiel a ella. Pecharromán declaró que "trabajo con información internacional y lo que sucede en Ocho caballos, cuarenta hombres en definitiva no difiere mucho de lo que está pasando ahora mismo en Siria, Irak o Ucrania. Los civiles siempre son los más indefensos, los que más sufren y los más olvidados".
Desde el 1 de marzo de 2020, es editora de Igualdad de RTVE, tras el fallecimiento de la periodista Alicia Gómez Montano, que ocupaba previamente este puesto y con la que trabajó desde octubre de 2018, ocupándose de la sección Las Píldoras de Carol en el portal de igualdad de RTVE Todxs por igual.
Desde febrero de 2021 dirige el programa Objetivo Igualdad sobre igualdad entre mujeres y hombres y derechos de las mujeres. El programa se emite en el Canal 24 Horas y a través de RTVE Play. En él se analiza las causas de las discriminaciones y busca respuestas para romper estereotipos.

## Reconocimientos
En 2019, fue finalista del Premio Colombine que otorga anualmente la Asociación de Periodistas-Asociación de la Prensa de Almería, como responsable del espacio Las Píldoras de Carol en el portal de igualdad de RTVE Todxs por igual. En junio de 2021, la Fundación Alares otorgó el Premio Alares en la categoría de Medios de Comunicación al programa Objetivo Igualdad  de Televisión Española dirigido por Pecharromán.
En 2023 recibió el Premio Francisca de Pedraza.

## Obra
- 2014 – Ocho caballos, cuarenta hombres. Adhara Publicaciones. ISBN 9788494017698.
- 2023 – Las primeras periodistas (1850-1931). Editorial Renacimiento. ISBN 9788419791740.